# 凯尔姆
凯尔姆（法語：Quelmes，法語發音：[kɛlm]）是法国上法蘭西大區加来海峡省的一个市镇，属于圣奥梅尔区。

## 地理
凯尔姆（50°44'0"N, 2°8'14"E）面积9.86 平方千米，位于法国上法蘭西大區加来海峡省，该省份为法国北部沿海省份，西北濒北海，南至索姆省，东临北部省。
与凯尔姆接壤的市镇（或旧市镇、城区）包括：莫兰盖姆、兰布尔、阿坎-韦斯特贝库尔、布瓦丹冈、勒兰冈、塞克、聚多斯克。

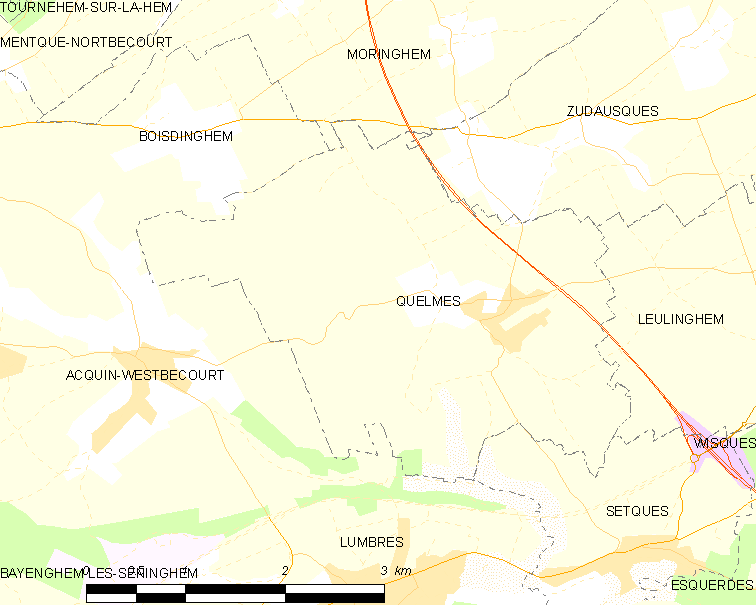
凯尔姆的OSM定位图

凯尔姆的时区为UTC+01:00、UTC+02:00（夏令时）。

## 行政
凯尔姆的邮政编码为62500，INSEE市镇编码为62674。

## 政治
凯尔姆所属的省级选区为兰布尔县。

## 人口

1962-2008年间凯尔姆人口变化图示

凯尔姆于2022年1月1日时的人口数量为536人。